# Cheumatopsyche charybdis
Cheumatopsyche charybdis är en nattsländeart som beskrevs av Malicky 1997. Cheumatopsyche charybdis ingår i släktet Cheumatopsyche och familjen ryssjenattsländor. Inga underarter finns listade i Catalogue of Life.